# Rodolfo II. Baglioni
Rodolfo II. Baglioni oder Ridolfo (* 1. Juli 1518 in Perugia; † 24. März 1554 in Chiusi) war ein Condottiere aus der mächtigen Familie Baglioni, der letzte Herr von Perugia und Graf von Spello und Bettona.

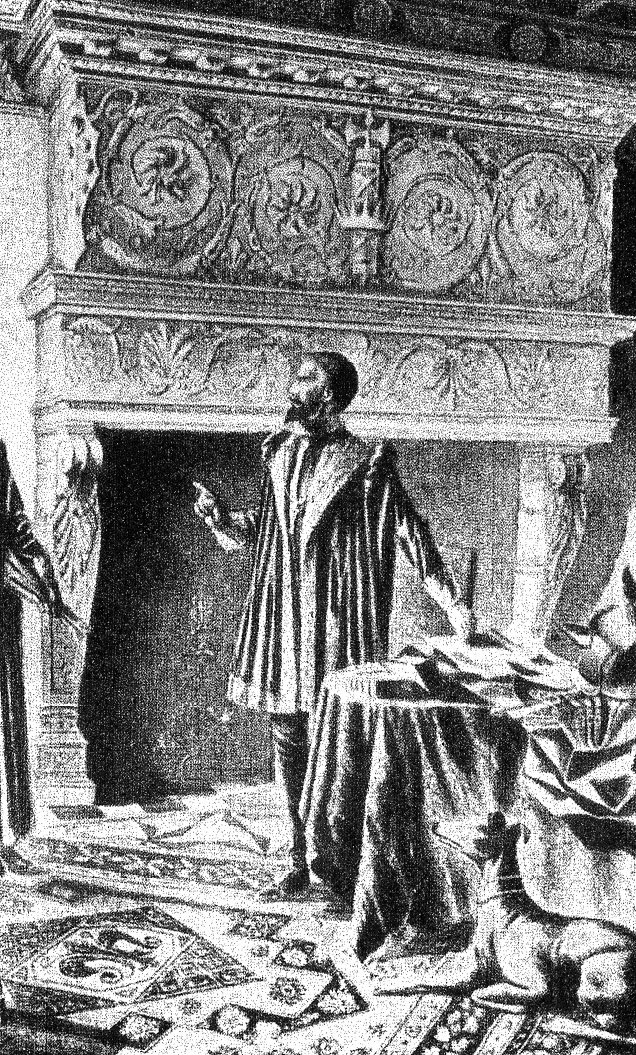
Porträt von Rodolfo II. Baglioni

Wappen der Baglioni

## Leben
Er wurde als Sohn von Malatesta IV. Herr von Perugia und Graf von Spello und Bettona, und Monaldesca Monaldeschi geboren, die die Herrschaft für ihren dreizehnjährigen Sohn übernahm. Er heiratete Costanza, Tochter von Vitello Vitelli aus Città di Castello, Graf von Montone (1519–1528) und Angela de’ Rossi.
Nach dem Tod seines Vaters wurde er von Papst Clemens III. aus Perugia verbannt und zog sich auf seine Lehen von Bettona zurück. Nach einem erfolglosen Versuch nach Perugia zurückzukehren trat er in den Dienst von Alessandro de’ Medici.
Als der Salzkrieg ausbrach wurde er Von Cosimo I. de’ Medici nach Perugia entsandt, um die Stadt beim Widerstand gegen die päpstliche Belagerung zu unterstützen, übergab Rodolfo Baglioni die gesamte Stadt an Papst Paul III. und verriet damit die erhoffte Freiheit der Perugianer.
Am 3. Juni 1540 unterzeichnete er im Kloster Monteluce den Kapitulationsvertrag, der es Papst Paul III. erlaubte, Perugia in Besitz zu nehmen und zu plündern (mehr als 80 Türme der Adelsfamilien wurden abgerissen). Die Stadt wurde von dem Papst treu ergebene Schweizer Truppen besetzt. Um die kirchliche Herrschaft zu bekräftigen, wurde auf den Ruinen der Häuser der Familie Baglioni die Rocca Paolina errichtet.
Während der Italienischen Kriege von 1542 diente er als Generalkapitän in der Armee des Heiligen Römischen Reiches. In der Schlacht von Ceresole befehligte er die leichte florentinische Kavallerie. Er nahm auch an der Schlacht von Marciano in den Reihen der florentinisch-kaiserlichen Armee gegen Siena teil.
Rodolfo II. starb in Chiusi im Alter von 36 Jahren während des Krieges um Siena. Sein Nachfolger in der Grafschaft Spello und Bettona wurde, nach einigen Jahren der kirchlichen Unterwerfung, sein junger Sohn Giampaolo II. Er wurde in der Familiengruft in der Basilika San Domenico in Perugia beigesetzt.

## Bildergalerie

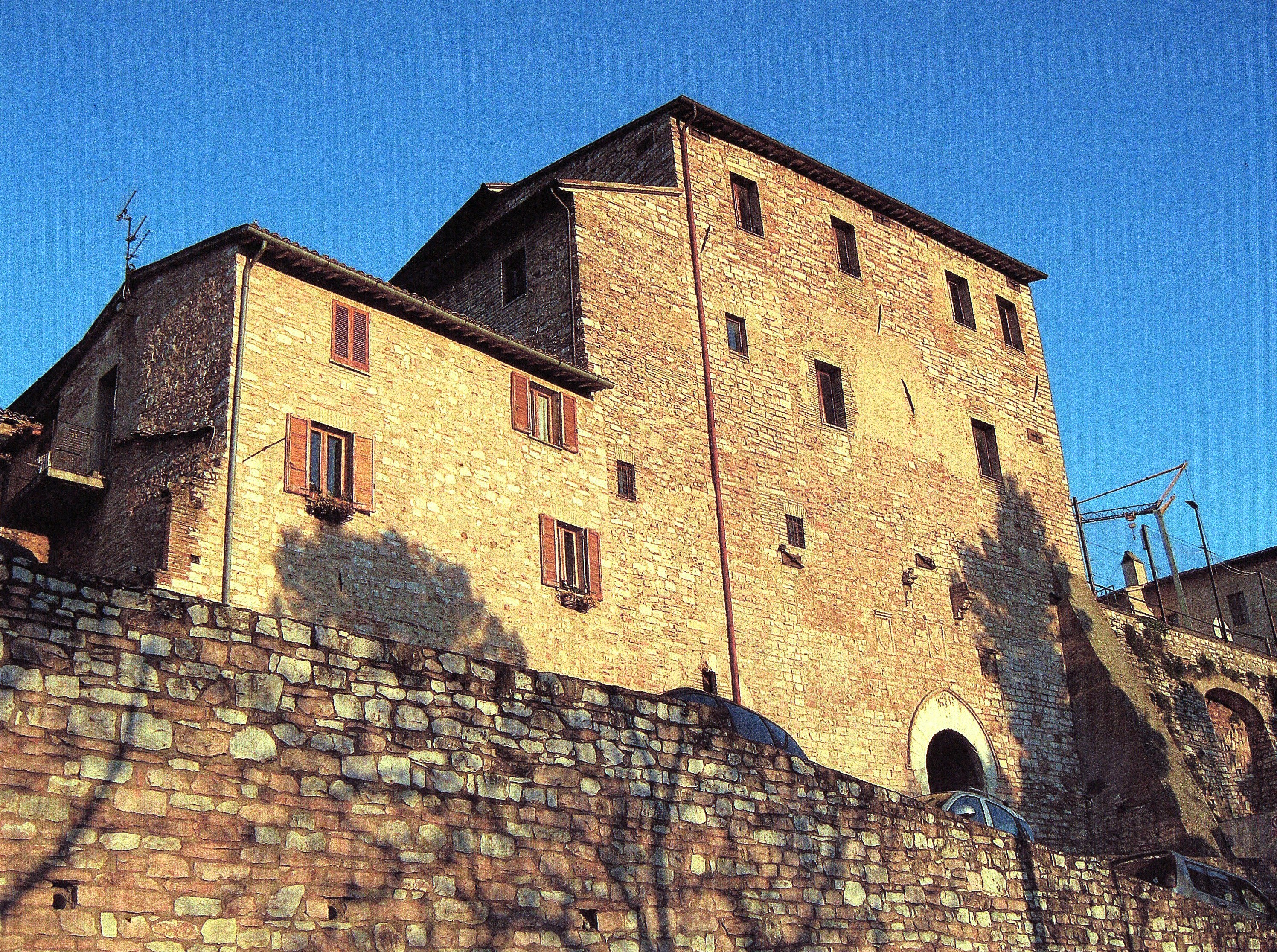
Spello: Palazzo Baglioni
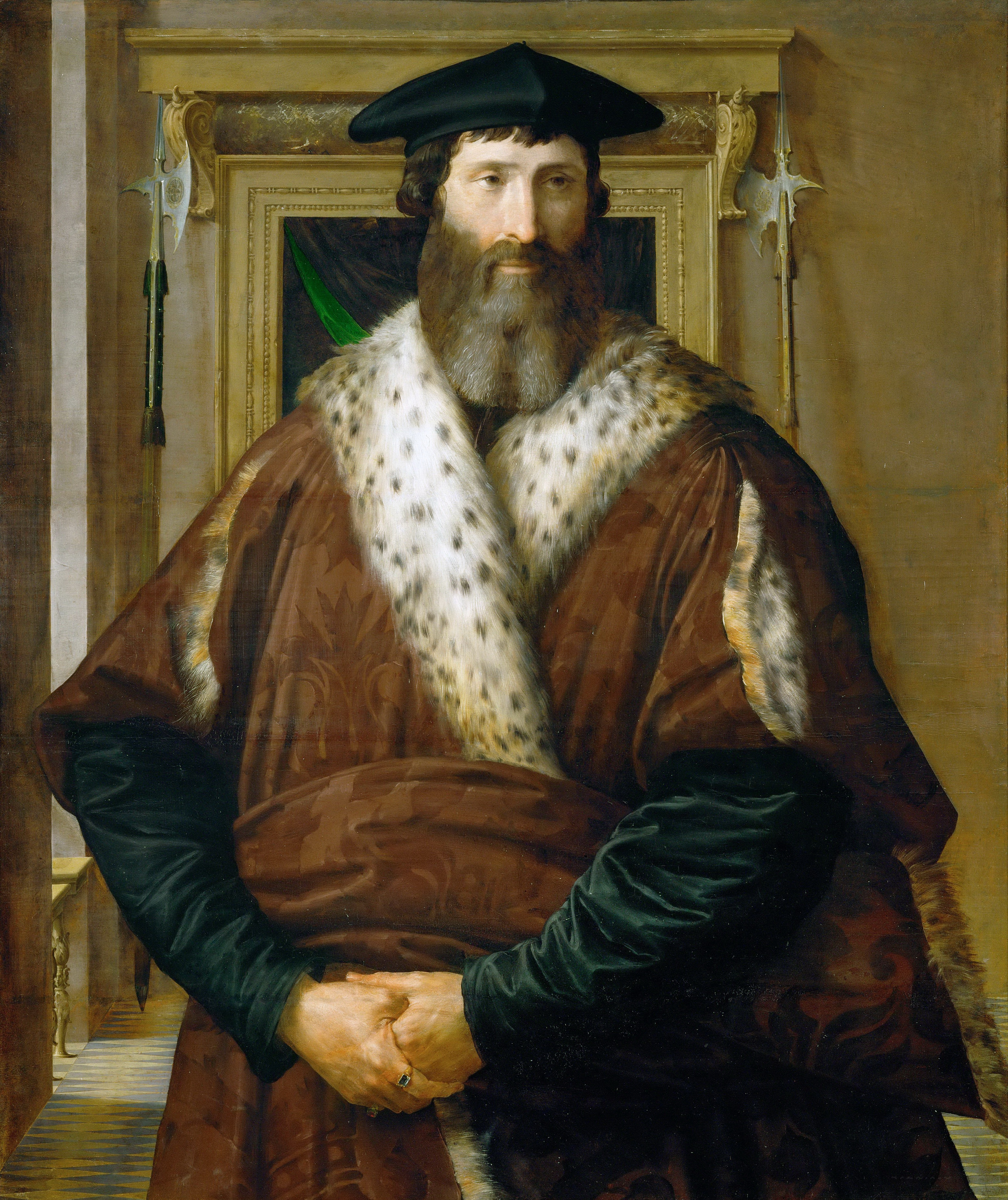
Malatesta IV. Baglioni
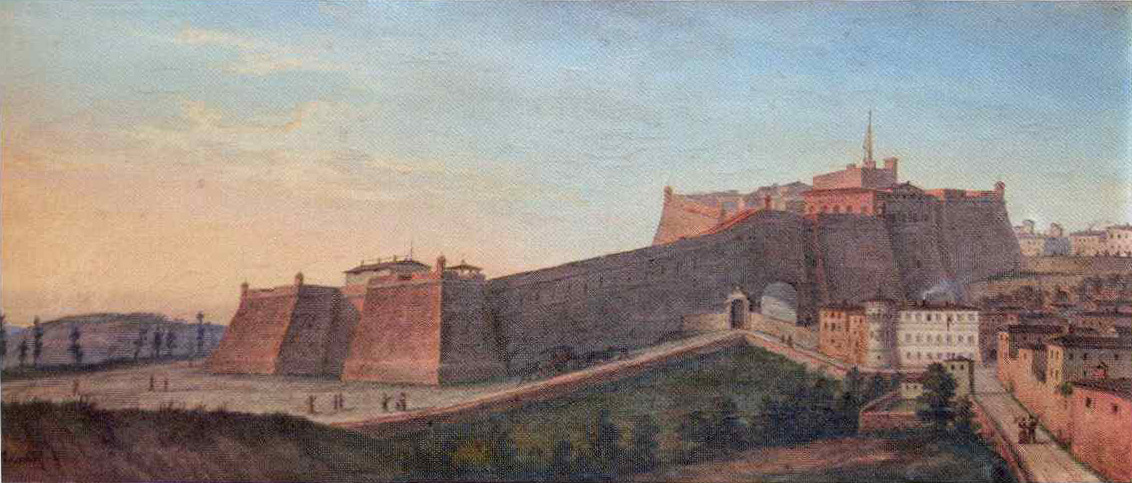
Die Rocca Paolina